# Marian Wnuk (filozof)
Marian Józef Wnuk (ur. 11 grudnia 1948 w Kraśniku) – polski filozof, profesor nauk humanistycznych, zajmujący się m.in. bioelektroniką.

## Życiorys
W 1972 ukończył studia magisterskie na Wydziale Matematyczno-Fizyczno-Chemicznym Uniwersytetu Marii Curie-Skłodowskiej w Lublinie (kierunek: chemia). W latach 1972–1975 był zatrudniony jako asystent (w ostatnim roku: starszy asystent) w Wyższej Szkole Inżynierskiej w Lublinie. W latach 1975–1979 studiował na Wydziale Filozofii Chrześcijańskiej Katolickiego Uniwersytetu Lubelskiego (specjalizacja: filozofia przyrody), gdzie uzyskał absolutorium i podjął studia doktoranckie (1979–1983). Od 1981 roku jest pracownikiem Katolickiego Uniwersytetu Lubelskiego (w latach 1981–1985 na stanowisku asystenta).
Marian Wnuk uzyskał stopień naukowy doktora 16 lutego 1984 roku. Jego rozprawa doktorska nosiła tytuł Rola układów porfirynowych w ewolucji życia, a promotorem był ks. prof. Włodzimierz Sedlak. W latach 1985–1987 był zatrudniony w KUL na stanowisku starszego asystenta, w latach 1987–1996 – na stanowisku adiunkta. W latach 1996–1998 pełnił obowiązki starszego wykładowcy.
W 1997 roku uzyskał stopień doktora habilitowanego. Rozprawą habilitacyjną jest książka Istota procesów życiowych w świetle koncepcji elektromagnetycznej natury życia. W latach 1998–2000 był ponownie zatrudniony na stanowisku adiunkta, a w latach 2000–2013 – na stanowisku profesora nadzwyczajnego. W latach 2013–2015 ponownie pełnił obowiązki adiunkta.
Marian Wnuk uzyskał tytuł naukowy profesora 30 grudnia 2015 roku, a nominację odebrał 26 stycznia 2016 roku z rąk Prezydenta Rzeczypospolitej Polskiej Andrzeja Dudy. Od 30 grudnia 2015 roku jest zatrudniony w KUL na stanowisku profesora nadzwyczajnego. Obecnie jest profesorem emerytowanym i pełni funkcję kierownika Katedry Filozofii Nauk Przyrodniczych.

## Publikacje
Wybrane publikacje Mariana Wnuka na podstawie katalogu Biblioteki Narodowej:
Książki:
- Geneza i rozwój idei elementarnej jednostki życia : W kierunku filozofii nanobiologii. Lublin: Wydawnictwo KUL, 2013.
- Istota procesów życiowych w świetle koncepcji elektromagnetycznej natury życia : Bioelektromagnetyczny model katalizy enzymatycznej wobec problematyki biosystemogenezy. Lublin: Redakcja Wydawnictw KUL, 1996.
- Rola układów porfirynowych w ewolucji życia. Warszawa: Akademia Teologii Katolickiej, 1987. (Z zagadnień filozofii przyrodoznawstwa i filozofii przyrody, M. Lubański, S. W. Ślaga (red.), tom IX).

Rozdziały w pracach zbiorowych:
- Józef Zon, Marian Wnuk, Kryteria demarkacji między nauką, para- i pseudonauką na przykładzie kontrowersji wokół bioplazmy. W: Pogranicza nauki : protonauka, paranauka, pseudonauka, Józef Zon (red.). Lublin: Wydawnictwo KUL, cop. 2009. s. 355–364.
- Życie sztuczne? : post-człowiek: szansa czy iluzja?. W: Spór o początek i koniec życia ludzkiego / red. nauk. Andrzej Maryniarczyk, Arkadiusz Gudaniec, Zbigniew Pańpuch. Lublin: Polskie Towarzystwo Tomasza z Akwinu, 2015. s. 273-290.
- Bioelektroniczne inspiracje modelowania minimalnego systemu żywego. W: Nanonauki i nanotechnologie : nawiązania filozoficzne / red. tomu Józef Zon, Marian Wnuk. Lublin: Wydawnictwo KUL, cop. 2015. s. 9-21.

Artykuły:
- Kwant życia - hipotezy na temat elementarnej jednostki życia. W: „Studia Philosophiae Christianae”. R. 40, nr 2 (2004), s. 209-220.
- Włodzimierz Sedlak wobec zagadnienia genezy życia : od biochemii krzemu poprzez bioelektronikę do teologii światła. W: „Roczniki Filozoficzne”. T. 53, nr 1 (2005), s. 309-320.
- Światło jako cień Boga / Marian Wnuk, Józef Zon. W: „Zeszyty Naukowe Katolickiego Uniwersytetu Lubelskiego”. R. 52, nr 2 (2009), s. 117-120.

Publikacja poświęcona Marianowi Wnukowi (Festschrift):
- Genius vitae : księga pamiątkowa Panu Profesorowi Marianowi Józefowi Wnukowi, red. Stanisław Janeczek, Zbigniew Wróblewski, Anna Starościc. Lublin: Wydawnictwo KUL, 2019.